# Vladimir Vauhnik
Vladimir Vauhnik, slovenski brigadni general, vojaški ataše in obveščevalec * 24. junij 1896, Svetinje pri Ormožu † 31. marec 1955, Buenos Aires, Argentina.

## Življenjepis
Vladimir Vauhnik se je rodil 24. junija 1896 v Svetinjah v Slovenskih Goricah v učiteljski družini. Imel je še dva brata in sestro. Pred vpisom v peti razred realke v Mariboru se je odločil za vojaško realko (kadetnico) v Mariboru. Bil je odličen kadet in je po tretjem letniku vojaške realke že dobil čin poročnika avstro-ogrske vojske ter odšel na fronto. Med prvo svetovno vojno je služil v slovitem 17. pehotnem polku. Po razpadu Avstro-Ogrske se je kot Maistrov borec boril za severno mejo. Bil je ranjen, odlikovan in povišan v stotnika.
Po vojni je postal častnik Kraljevine SHS, pozneje Kraljevine Jugoslavije, kjer je izredno hitro napredoval po hierarhični lestvici. Končal je generalštabno šolo v Beogradu, nato pa še slovito L'École Superiéure de Guerre v Parizu v Franciji. Tam ni bil sošolec poznejšega francoskega generala in predsednika republike Charlesa de Gaulla ter tudi poznejšega jugoslovanskega generala in voditelja četniškega gibanja med 2. svetovno vojno, Draže Mihailovića; omenjeni so se šolali v različnih šolskih letih. Leta 1936 je postal načelnik štaba Drinske divizije.
Leta 1938 je bil postavljen za stalnega rezidenčnega obrambnega, vojaškega, letalskega in pomorskega atašeja Kraljevine Jugoslavije v Berlinu. Bil je tudi izredno nadarjen za tuje jezike, popolnoma je obvladal nemški jezik, odlično angleščino in francoščino, dobro tudi italijanščino, v Argentini pa še španščino. Polkovnik Vauhnik se je vpisal v vojno zgodovino, ko je pet dni pred nemško operacijo Kazenska sodba obvestil generalštab Vojske Kraljevine Jugoslavije, da namerava Tretji rajh z zavezniki napasti Kraljevino Jugoslavijo. Državni udar je odnesel vlado, ki je podpisala pristop k silam osi. Vauhnik je odkril to operacijo, skrito pod kodnim imenom Projekt 25.
Po njegovih besedah je do veliko skrivnih podatkov prišel že samo s pazljivim poslušanjem, zato je prirejal zabave, srečanja z veliko dobre hrane in pijače. Med banketi, z izmenjavo podatkov z drugimi vojnimi atašeji, z nekaj sodelavci in predvsem z velikimi količinami alkohola je prišel do zaželenih podatkov. Nemškim častnikom in nacističnim politikom so se pod vplivom dobre hrane in alkohola razvezali jeziki. Veliko podatkov so mu priskrbele osamljene soproge višjih častnikov, katerim je dobavljal izbrano hrano iz Jugoslavije. Meso, maslo, jajca, sire, suhomesnate izdelke, šunko, alkoholne pijače itn je bilo takrat v Nemčiji že izredno težko dobiti. Zelo so mu pomagali tudi nasprotniki nacistov med aristokracijo in višjimi sloji nemške družbe, s katerimi je prijateljeval. O tem obdobju je leta 1952 napisal knjigo Nevidna fronta. Pomemben del njegovih zapiskov o tistem času je žal za vedno izgubljen.
Po kapitulaciji Jugoslavije je bil sprva zaprt in nato izgnan iz Nemčije. Postal je častnik. ki naj bi organiziral Vojsko NDH, a se je 21. novembra 1941 vrnil v okupirano Ljubljano. Tu je še istega leta ustanovil obveščevalno službo Berliner Börsen-Zeitung (BBZ), ki je delovala predvsem za potrebe Združenega kraljestva. Ta skupina je delovala vse do leta 1944.
Zgodaj leta 1944 ga naj bi Draža Mihailović postavil za vršilca dolžnosti poveljnika Jugoslovanske vojske za Slovenijo (slovenski del Jugoslovanske vojske v domovini, JVvD); vendar to imenovanje ni dokumentirano. Begunska jugoslovanska kraljeva vlada ga je povišala v brigadnega generala, v tem času je uporabljal tudi psevdonim general Račič . Bil je nočna mora Walterja Schellenberga, poznejšega naslednika vodje Abwehra, admirala Wilhelma Canarisa. Schellenberg je v knjigi V labirintu vohunstva Vauhniku posvetil cèlo 17. poglavje. Ta knjiga je bila v dveh zvezkih izdana tudi v Sloveniji (Večer, Maribor, 1961). Zaradi sodelovanja z zahodnimi zavezniki, je Gestapo sredi leta 1944 aretiral več vodilnih poveljnikov JVvD, Vauhnik je oktobra istega leta uspel pobegniti v Švico. Od tam je tudi poskušal doseči zavezniško izkrcanje na Jadranu, pri tem pa je zelo poudarjal strateški pomen Trsta in Slovenije. Leta 1948 je iz Švice emigriral v Argentino in se tam zaposlil kot navaden uradnik in nesebično pomagal mnogim slovenskim emigrantom. Vabili so ga tudi v povojno jugoslovansko vojsko in diplomatsko službo, a je sodelovanje zavrnil. Bil je dober prijatelj slovenskega pravnika in vidnega povojnega politika Maksa Šnuderla, prijateljevala sta se še z mariborske realke.
Z napadom Nemčije na Kraljevino Jugoslavijo in s tem nastalo vojno, je izgubil diplomatsko imuniteto, Schellenberg ga je dal aretirati. V nemških zaporih je zaradi mučenj zbolel za Parkinsonovo boleznijo. Umrl je za posledicami neuspele zdravniške operacije 31. marca 1955 v Buenos Airesu v Argentini. Vladko (tako so ga klicali domači) je od leta 1985 pokopan v rodni Sloveniji pri Sv. Jakobu v Slovenskih Goricah.
Kot literarni junak Vauhnik nastopa v biografskem romanu Kajnov žulj (Kainov ožiljak) avtorjev Vladimirja Kecmanovića in Dejana Stojiljkovića, v katerem avtorja obravnavata mandat veleposlanika Iva Andrića v času od 1939 do 1941 v nacistični Nemčiji. Večji del knjige je posvečen času pred napadom Nemčije na kraljevino Jugoslavijo. Vauhnik je prikazan kot zelo sposoben in izredno inteligenten, a hkrati tudi nekoliko skrivnosten obveščevalec, ki je bil zmožen pridobiti najbolj tajne informacije. Čeprav je bil do njega malce zadržan, ga je veleposlanik Andrić vseeno obravnaval kot svojega zaupnika.

## Dela
- Nevidna fronta v slo. izšlo leta 1965,
- Nevidljivi front v sr/hr/ izšlo leta 1984,
- Memoiren eines Militarattasches v /de/ leta 1967,